# Saturo, Saturnino, Revocato e Secondino
Saturo, Saturnino, Revocato e Secondino (o Secondolo) (... – Cartagine, 7 marzo 203) furono quattro cristiani cartaginesi che subirono il martirio insieme a Perpetua e Felicita nel 203 d.C. I quattro sono venerati come santi dalla Chiesa cattolica e dalle Chiese orientali.

## Storia
Dei quattro carteginesi, Saturo fu il primo a convertirsi al cristianesimo e, di conseguenza, educò alla fede cristiana Perpetua, Secondino, Saturnino, Revocato e Felicita. Secondo alcune fonti, Revocato, Saturnino e Secondolo erano i servi di Perpetua, mentre per altri i tre erano rispettivamente un artigiano, un contadino e un sacerdote. 
Saturo battezzò i cinque catecumeni poco prima del loro arresto. Dopo aver rifiutato di sacrificare all'imperatore, i sei furono condannati a morte. La loro prigionia e martirio è descritta nella passio nota come Atti di Perpetua e Felicita, di cui lo stesso Saturo avrebbe scritto (in greco o, più probabilmente, in latino) i capitoli 11, 12 e 13, raccontando le sue visioni. 
Stando alla passio, Secondolo sarebbe morto in carcere, anche se non è chiaro se di stenti o trafitto da un soldato con una spada. Il 7 marzo i prigionieri rimasti furono portati all'anfiteatro, dove Saturo, Revocato e Saturnino furono costretti a vestire gli abiti dei sacerdoti di Saturno. Il loro atteggiamento di sfida nei confronti del procuratore Ilariano li portò ad essere fustigati. Condannati ad bestias, Revocato e Saturnino furono sbranati da un leopardo e da un orso. A Saturo era stato destinato un cinghiale, che invece uccise la guardia romana; gli fu quindi aizzato contro un orso, che però si rifiutò di uscire dalla gabbia. Saturno fu infine azzannato da un leopardo, dissanguandosi a causa della ferita.